# Evois forstinstitut
Evois forstinstitut (finska: Evon metsäopisto) är ett finländsk tidigare forstinstitut i byn Evois i tidigare Lammi kommun, numera Tavastehus stad. Där bedrivs skogsutbildningen inom Tavastlands yrkeshögskola och Tavastlands Yrkesinstitut i Lammi. I Evois utexamineras skogsingenjörer från Tavastlands yrkeshögskola och skogsservicemän från Tavastlands yrkesinstitut.
Forstinstitutet i Evois inrättades 1858 på dekret av Tsar Alexander II. Den var det första forstinstitutet i Finland. Utbildning påbörjades 1862.
Forstinstitutets ursprungliga byggnad brann ned 1956, varefter en ny institutsbyggnad stod färdig 1959. Vissa byggnader som färdigställdes på 1860- och 1870-talen är dock fortfarande i bruk och har k-märkts av Museiverket.

## Första världskriget
Elever vid Evois forstinstitut och Domarnäs skogsskola i Etseri tjänstjorde under Finska inbördeskriget i den estniske kaptenen Hans Kalms bataljon, som gjorde sig ökänd för krigsförbrytelser. De deltog bland annat i massmordet i sjukstugan i Harmoinen den 10 mars 1918 och i avrättningen av minst hundra kvinnliga fångar i Hennala fångläger i Lahtis den 9 maj 1918.